# Jan Baptist Hous
Jan Baptist Hous of Hoes (Leuven, gedoopt 12 oktober 1756 – aldaar, 14 april 1830) was een pruikenmaker en brievenbesteller die herinnerd wordt om het dagboek dat hij bijhield vanaf 1780 tot kort voor zijn dood. Door de Franse Revolutie geraakten pruiken uit de mode en moest hij zich omscholen tot postbode. Hij verfoeide de revolutionaire periode en was een bewonderaar van Napoleon Bonaparte. Zijn zoon Hendrik moest in het leger van Napoleon naar Spanje (1809) en Litouwen.
Vooral Hous' kijk op het Franse bewind heeft de belangstelling van historici gewekt. Edward Van Even maakte gebruik van deze primaire bron voor Louvain dans le passé et dans le présent (1895).

## Uitgaven
- Leuvense Kroniek (1780-1829) van J.-B. Hous, ed. Jozef De Kempeneer, Heverlee, Abdij van Park, 1964, VIII-336 p. (heruitgave 1991)
- Edward De Maesschalck, Overleven in revolutietijd. Een ooggetuige over het Franse bewind (1792-1815), 2003. ISBN 9789058262370
Hertaalde en geannoteerde uitgave van een ruime selectie uit het dagboek